# Josep Maria Prat i Puig
Josep Maria Prat i Puig, (Barcelona, 19 de gener de 1956) és un empresari, promotor cultural i mànager d'artistes català. És cofundador i president d'Ibercamera, la temporada de concerts de música clàssica més veterana de Barcelona, i també de GrupCamera.

## Biografia
Nascut a Barcelona, va estudiar en la seva joventut a l'Institut Tècnic Eulàlia d'aquesta capital.
Va començar la seva carrera professional col·laborant en l'organització de concerts amb el promotor cultural i empresari barceloní Oriol Regàs. Regàs li va designar en 1977 amb només 21 anys gerent de l'ara desaparegut Centre d'Estudis Musicals de Barcelona situat a Vallvidrera. Aquest centre es va concebre com una nova escola privada de música clàssica i jazz. Sota les ordres del seu director general Manel Capdevila arribaria a comptar amb centenars d'alumnes i un claustre d'uns vuitanta professors, entre els quals figuraven artistes de la importància d'Alberto Lysy com a professor de violí, Lluís Claret de violoncel i Jean-Pierre Rampal, de flauta, entre d'altres.

## Ibercamera
En 1985, neix Ibercamera, la temporada de concerts de música clàssica més longeva de Barcelona, que donava continuïtat a la labor iniciada a les temporades "Dona Camera" i "Promúsica". Ibercamera celebra els seus concerts en el Palau de la Música Catalana i l'Auditori de Barcelona.
En 2008 es va posar en marxa la temporada d' Ibercamera Girona, a l'auditori Palau de Congressos de Girona. Addicionalment, Ibercamera produeix o coprodueix concerts a Vitòria, Alacant i Bilbao, entre altres ciutats espanyoles. i Grupcamera organitza centenars de concerts cada any a tot el món per a diferents entitats.

## La Filarmónica
En 2012 Prat va ampliar de l'abast de les operacions del grup en promoure una nova temporada d'abonament de música clàssica a Madrid: La Filarmónica. La temporada inaugural es va presentar el 21 de novembre amb un concert de l'Orquestra Simfònica de la WDR de Colònia dirigida pel seu titular Jukka-Pekka Saraste. Es va tractar d'una decisió arriscada però que el temps ha demostrat com a encertada, perquè després dels anys La Filarmónica s'ha consolidat ja com una de les propostes de referència a Madrid, completant la seva ja variada oferta musical i en concret la d'un Auditori Nacional de Música de Madrid que ja comptava llavors amb la programació de dues grans entitats públiques com la Orquestra i Cor Nacionals d'Espanya i el Centre Nacional de Difusió Musical (CNDM), així com altres promotors privats com Ibermúsica, Joventuts Musicals, el Cicle Grans Intèrprets, la Fundació Excelentia, entre d'altres.

## Agència Camera
Josep Maria Prat ha cuidat i gaudit relacions molt pròximes amb els artistes amb els quals ha col·laborat, sigui com a promotor o com a agent. Fruit de les mateixes va fundar en 1980 Agència Camera, companyia que representa artistes de la categoria de Pinchas Zukerman, Martha Argerich, Iuri Baixmet, Valeri Guérguiev, Natalia Gutman, Fumiaki Miura, Varvara Nepomnyaschaya, Maria Joao Pires i un llarg etcètera, el que li ha permès gaudir d'una relació encara més estreta amb artistes, com per exemple, Victoria dels Àngels, Camarón de la Isla i Sviatoslav Richter, per al qual va organitzar la seva última gira per Espanya durant la qual va actuar en llocs tan poc freqüents per a un artista de tan gran talla com Soria, Cadaqués, Albacete, Reus, etc., evitant les grans capitals.